# 伪距
伪距又稱虛擬距離Pseudo Range(PSR)，是指卫星定位过程中，地面接收机到卫星之间的大概距离。假设卫星钟和接收机鐘严格保持同步，根据卫星信号的发射时间与接收机接收到信号的接收时间就可以得到信号的传播时间，再乘以传播速度就可以得到卫地距离。然而两个时钟不可避免存在钟差，且信号在传播过程中还要受到大气折射等因素的影响，所以通过这种方法直接测得的距离并不等于卫星到地面接收机的真正距离，于是把这种距离称之为伪距。
偽距（虛擬距離）是利用接收器所產生的GPS複製電碼和接收器之電碼所得到的時間延遲(Time Delay)或時間偏移(Time Shift)，乘以光速後便可換算成距離。